# Riu Valira d'Orient
Riu Valira d'Orient är ett vattendrag i Andorra. Det ligger i den centrala delen av landet. Riu Valira d'Orient mynnar i La Valira.
I trakten runt Riu Valira d'Orient förekommer i huvudsak barrskog, gräsmarker och samhällen.